# Ferdinand Reich

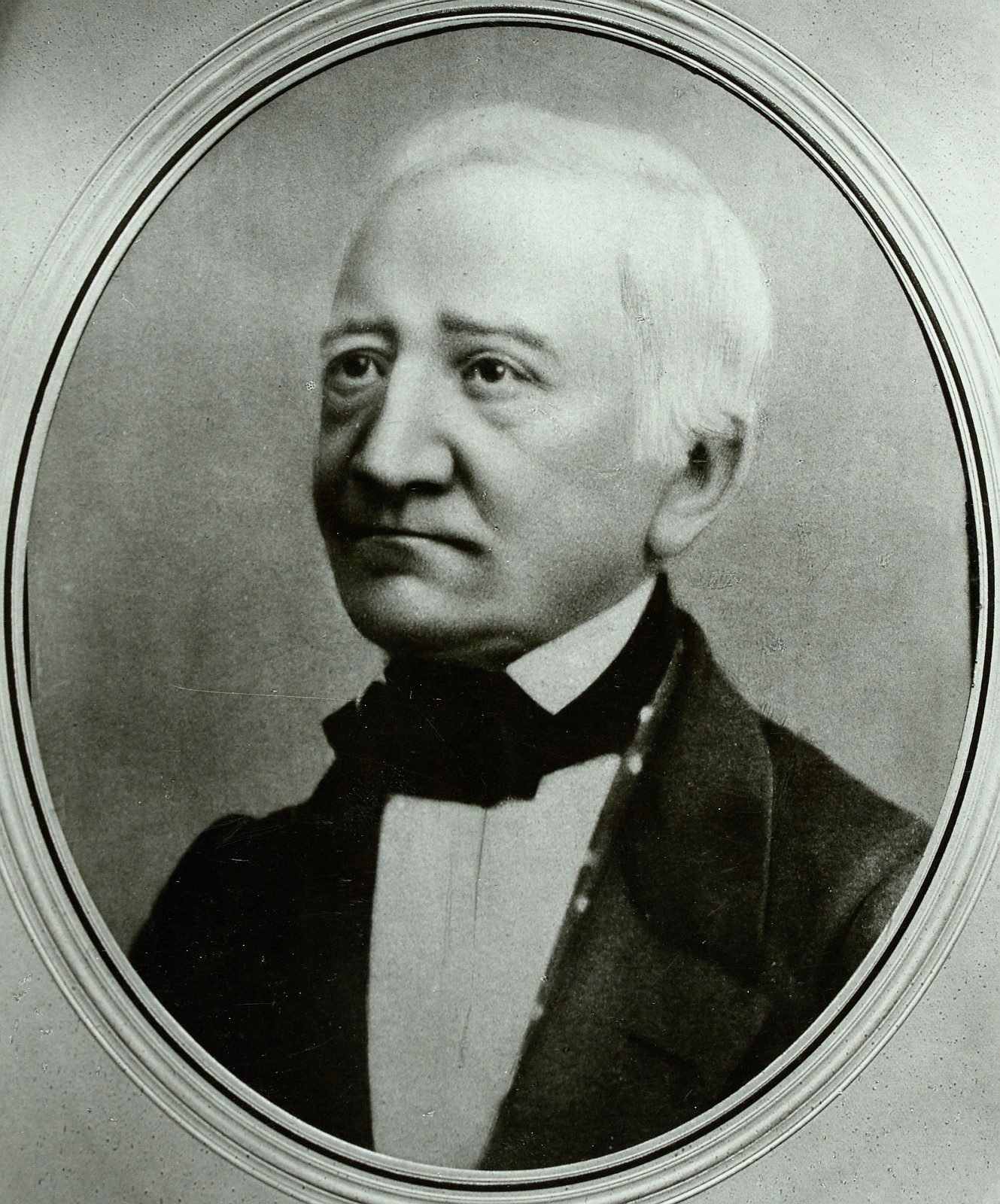
Ferdinand Reich

Ferdinand Reich (* 19. Februar 1799 in Bernburg; † 27. April 1882 in Freiberg) war ein deutscher Chemiker, Mineraloge und Physiker.

## Leben
Nach seinen Studien an der Universität Leipzig und an der Bergakademie Freiberg (unter Abraham Gottlob Werner) wurde er 1819 Gehilfe im Freiberger Berghüttenwesen.
Es folgten Studienaufenthalte in Göttingen (1822) und Paris (1823/24); danach wirkte er als Akademieinspektor an der Bergakademie Freiberg. 1827 wurde er dort Professor für Physik und Assessor beim Freiberger Oberhüttenamt. Im Jahre 1860 wurde er zum Oberbergrat benannt; die Physikprofessur gab er im gleichen Jahr auf. Im Gründungsjahr 1846 der Königlich Sächsischen Gesellschaft der Wissenschaften wurde er als ordentliches Mitglied aufgenommen. 1864 wurde er zum auswärtigen Mitglied der Göttinger Akademie der Wissenschaften gewählt.
1866 trat Ferdinand Reich in den Ruhestand, im gleichen Jahr wurde er zum Mitglied der Leopoldina gewählt. Er war Ehrendoktor der Universität Leipzig (1846). Er starb 1882 in Freiberg.

## Leistungen

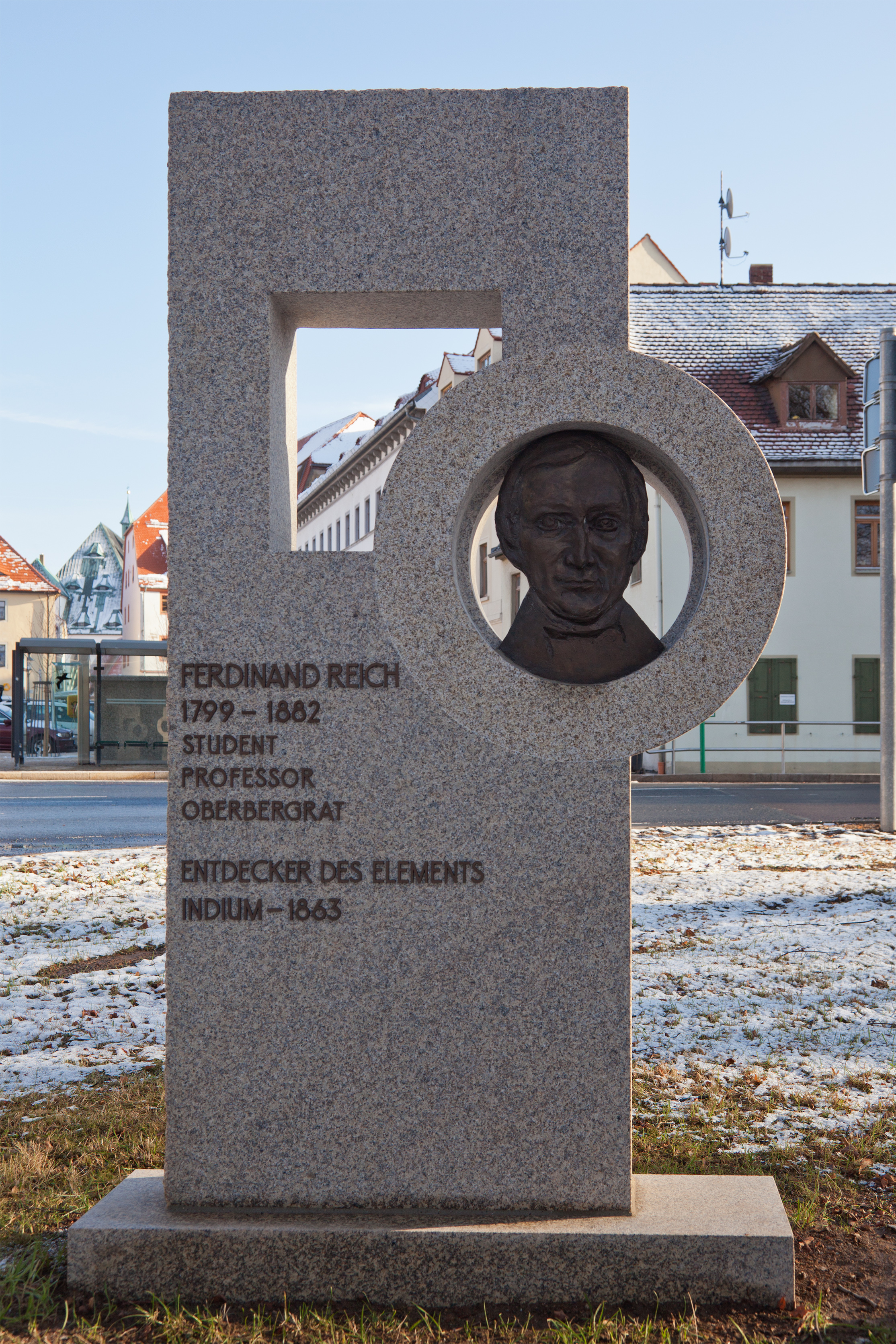
Denkmal in Freiberg, Wallstraße

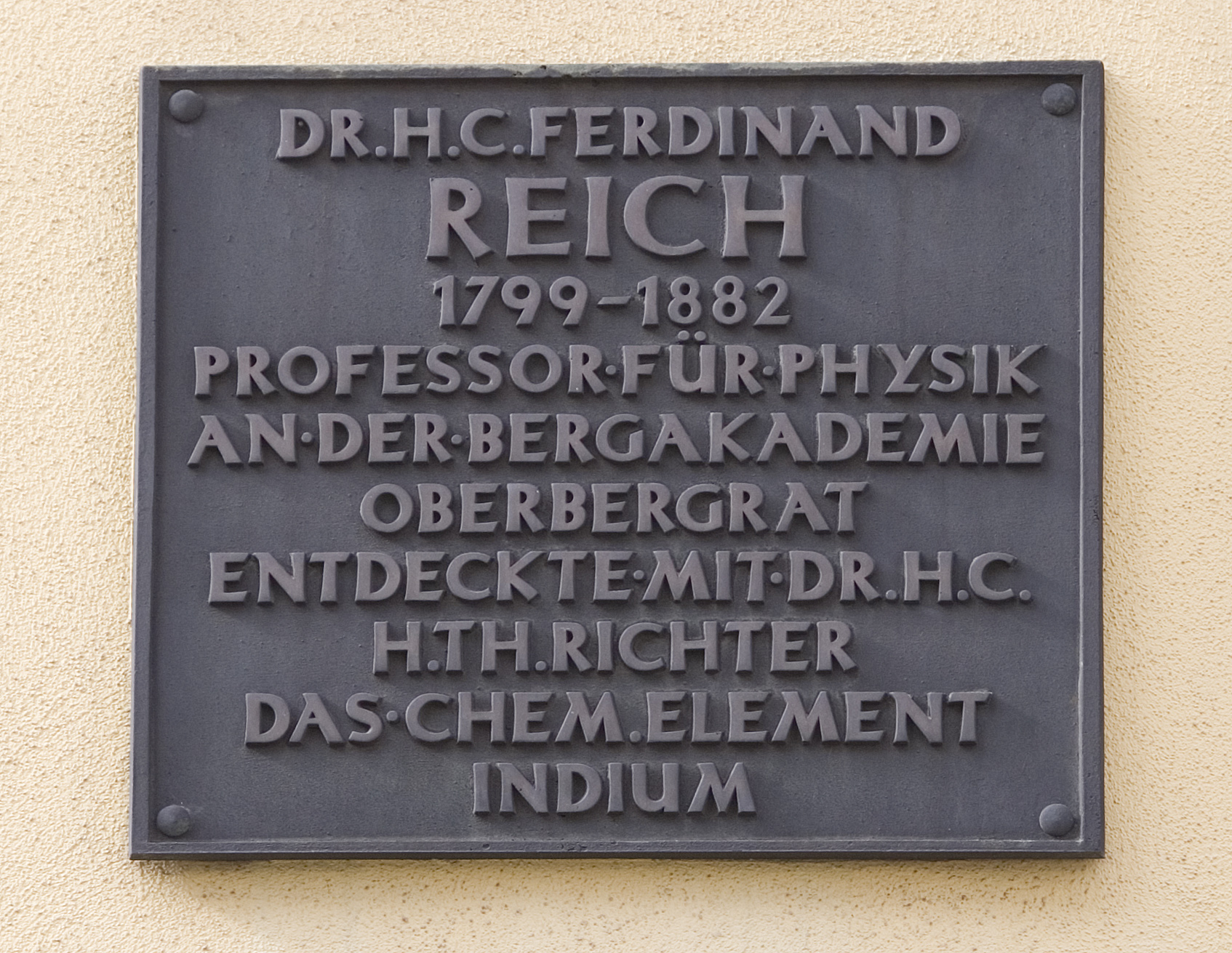
Gedenktafel an seinem Wohnhaus in Freiberg, Waisenhausstr. 20

Reichs bedeutendste Leistung war die spektralanalytische Untersuchung der schwarzen Zinkblende, wobei er 1863 zusammen mit Theodor Richter das chemische Element Indium entdeckte. Den Namen Indium wählten die Entdecker aufgrund der indigoblauen Spektralfarbe.
Seine weiteren Forschungen waren äußerst vielseitig: Er publizierte zum Beispiel über Temperaturmessungen in den Gruben des Erzgebirges, untersuchte den Hüttenrauch auf Giftstoffe, führte erdmagnetische Beobachtungen sowie Fallexperimente zum Nachweis der Erdrotation durch.

## Veröffentlichungen (Auswahl)
- Fallversuche über die Umdrehung der Erde angestellt auf hohe Obergamtliche Anordnung in dem Dreibrüderschacht bei Freiberg (1830)[5], Digitalisat (Erscheinungsjahr 1832)
- Beobachtungen über die Temperatur des Gesteins in verschiedenen Tiefen in den Gruben des Sächsischen Erzgebirges in den Jahren 1830–32 (1834), Digitalisat
- Über die magnetische Neigung zu Freiberg (1834)
- Versuche über die mittlere Dichtigkeit der Erde mittels der Drehwaage (1838)
- Über elektrische Strömungen auf Erzgängen. – In: Kalender für den Sächsischen Berg- und Hüttenmann. (1840) S. 1–2
- Leitfaden zu den Vorlesungen über Physik an der Bergakademie zu Freiberg (1852)
- Die bisherigen Versuche zur Beseitigung des schädlichen Einflusses des Hüttenrauches bei den fiskalischen Hüttenwerken zu Freiberg. – In: Berg- und hüttenmännische Zeitung. 17 (1858) S. 165–168 und 173–176
- Vorläufige Notiz über ein neues Metall. – In: Journal für praktische Chemie. 89(1863) S. 441–442
- Über das Indium. – In: Journal für praktische Chemie. 90(1863) S. 172–176 und 92(1864) S. 480–485